# Brooklyn Nine-Nine
Brooklyn Nine-Nine è una sitcom statunitense, prodotta per otto stagioni dal 2013 al 2021, e trasmessa prima sul canale statunitense Fox (per le prime cinque stagioni), e poi su NBC (per le restanti tre).
Ambientata nel fittizio 99º distretto di polizia di New York, la serie segue le vicende di un gruppo di detective. La prima stagione ha debuttato il 17 settembre 2013.
La serie ha vinto due Golden Globe nel 2014: uno come Miglior serie commedia o musicale e l'altro a Andy Samberg come Miglior attore in una serie commedia.
In Italia la serie ha debuttato sul canale satellitare Comedy Central che ne ha trasmesso le prime tre stagioni; nel frattempo, la serie è approdata sulla piattaforma Netflix che, oltre ad aver distribuito la maggior parte di episodi della seconda stagione in anticipo rispetto alla trasmissione in contemporanea su Comedy Central, ha distribuito in esclusiva gli episodi dalla quarta all'ottava stagione.
In chiaro viene trasmessa dal 6 luglio 2020 su Italia 1.

## Trama
Jake Peralta, un giovane e brillante detective del 99º distretto dell'NYPD, tuttavia poco incline a rispettare le regole, è alle prese con diversi casi polizieschi sotto la guida del nuovo e severo Capitano Raymond Holt. Fanno parte della squadra investigativa del dipartimento anche i detective Rosa Diaz, Amy Santiago, Charles Boyle, Michael Hitchcock, Norman Scully, il sergente Terry Jeffords e la segretaria del Capitano Gina Linetti (amica di infanzia di Peralta).

### Halloween
In ogni stagione vi è un episodio intitolato "Halloween", incentrato su una gara tra i protagonisti. L'edizione del 2019 si è tenuta durante il Cinco de Mayo e non durante Halloween. L'edizione del 2020 sì è svolta in tre fasi: Halloween, San Valentino e Pasqua.

## Episodi
| Stagione         | Episodi | Prima TV USA | Prima TV Italia |
| ---------------- | ------- | ------------ | --------------- |
| Prima stagione   | 22      | 2013-2014    | 2016            |
| Seconda stagione | 23      | 2014-2015    | 2016            |
| Terza stagione   | 23      | 2015-2016    | 2016-2017       |
| Quarta stagione  | 22      | 2016-2017    | 2018            |
| Quinta stagione  | 22      | 2017-2018    | 2019            |
| Sesta stagione   | 18      | 2019         | 2021            |
| Settima stagione | 13      | 2020         | 2022            |
| Ottava stagione  | 10      | 2021         | 2022            |

### Crossover
Il quarto episodio della quarta stagione, Turno di notte, rappresenta la prima parte di un crossover con New Girl, terminato con il quarto episodio della sesta stagione di quest'ultima, Ritorno a New York.

## Personaggi e interpreti
- Jake Peralta (stagioni 1-8), interpretato da Andy Samberg, doppiato da Simone Crisari.
Detective abile ma infantile, Peralta è il classico "buffone della classe", fa in continuazione scherzi e battute a spese dei suoi colleghi, in particolare di Amy Santiago, di cui è segretamente innamorato e con la quale ha una forte rivalità sul lavoro. È il migliore amico di Boyle, ha un rapporto fraterno con Rosa, mentre ritiene Holt la figura paterna che gli è mancata durante l'infanzia. Nonostante il suo comportamento puerile, Peralta detiene il record di arresti del distretto, grazie alle sue abilità investigative. Grazie a queste abilità è stato capace di risolvere tanti casi considerati irrisolti, oltre che protagonista di un'operazione sottocopertura nella mafia. Nella terza stagione, lui ed Amy iniziano una relazione per poi sposarsi nella quinta stagione. Nella Settima Stagione diventano genitori del piccolo Mac (Diminutivo Di Macclane come l'eroe di "Die Hard", film preferito di Jake). Alla fine dell'ottava stagione lascia il novantanovesimo per stare più vicino al figlio.
- Rosa Diaz (stagioni 1-8), interpretata da Stephanie Beatriz, doppiata da Giò Giò Rapattoni.
Detective intelligente, impavida e misteriosa. I suoi atteggiamenti bruschi incutono timore a molti dei suoi colleghi, anche se in realtà Diaz è molto leale e simpatica. Nonostante sia molto riservata riguardo alla sua vita privata, rivelerà nella quinta stagione di essere bisessuale e avrà molte relazioni nel corso della serie. All'inizio dell'ottava stagione lascia la polizia di New York a causa del razzismo interno alle forze di polizia, per diventare un detective privato, mantenendo comunque un buon rapporto con i suoi ex colleghi del novantanovesimo.
- Terry Jeffords (stagioni 1-8), interpretato da Terry Crews, doppiato da Sergio Lucchetti.
È il capo della squadra investigativa; è un muscoloso body-builder dal cuore tenero, molto attaccato alla famiglia e agli amici; ha una moglie di nome Sharon e tre figlie, che ha paura di rendere orfane a causa dei pericoli a cui si espone come poliziotto. Inizialmente Sergente, viene promosso a Tenente nella sesta stagione della serie. Alla fine della serie diventa il nuovo capitano del novantanovesimo dopo il capitano Holt.
- Amy Santiago (stagioni 1-8), interpretata da Melissa Fumero, doppiata da Letizia Scifoni.
È la competitiva ed ambiziosa partner del Detective Jake Peralta. È intelligente ed estremamente organizzata, al punto da risultare perfino maniacale, e cerca in tutti i modi l'approvazione del Capitano Holt. Precedentemente Detective, viene promossa a Sergente nella quinta stagione della serie. All'inizio della terza stagione si innamora di Jake che poi sposa nella quinta. Nella settima stagione darà alla luce loro figlio, Mac. Nell'ottava stagione promuove una riforma della polizia che le frutterà una promozione.
- Charles Boyle (stagioni 1-8), interpretato da Joe Lo Truglio, doppiato da Corrado Conforti (st. 1-7) e da Luca Dal Fabbro (st. 8).
Detective abile ma anche ingenuo e logorroico, migliore amico di Jake per il quale prova una venerazione tale da poter sacrificare anche sé stesso pur di dare benefici a Peralta. È amante del buon cibo e possiede un blog di cucina; inizialmente innamorato di Rosa Diaz, si fidanza in seguito con Genevieve, proprietaria di una galleria d'arte, con cui adotterà un bambino lettone, Nikolaj.
- Regina “Gina” Linetti (stagioni 1-6, guest star 8), interpretata da Chelsea Peretti, doppiata da Federica D'Amico.
È l'eccentrica segretaria amministrativa del dipartimento e assistente personale di Holt. All'apparenza narcisista, cinica e pettegola, sa dimostrarsi anche molto simpatica. Ha una grande fiducia in sé stessa ed è molto creativa, furba ed intelligente. È amica di infanzia di Jake, che la aiutò a trovare lavoro al distretto.
- Raymond Holt (stagioni 1-8), interpretato da Andre Braugher, doppiato da Paolo Buglioni.
Il capitano afroamericano ed omosessuale che viene piazzato al novantanovesimo distretto all’inizio della prima stagione in sostituzione del precedente capitano. Holt è noto per la sua professionalità e intransigenza, nonché per il suo attivismo contro la discriminazione tramite una sua decennale organizzazione. Apparentemente apatico e dall'espressione impassibile, col passare del tempo si dimostra molto solidale nei confronti dei suoi sottoposti e si affezionerà molto a loro, soprattutto a Jake e Amy.
- Michael Hitchcock (stagioni 1-8), interpretato da Dirk Blocker, doppiato da Luciano Roffi.
Detective inetto e a tratti inquietante che fa coppia con Scully.
- Norm Scully (stagioni 1-8), interpretato da Joel McKinnon Miller, doppiato da Dante Biagioni (st. 1-2) e da Bruno Alessandro (st. 3-8).
Detective inetto quanto Hitchcock, con cui fa coppia, in realtà è sensibile e di buon cuore, ed è un ottimo cantante lirico.

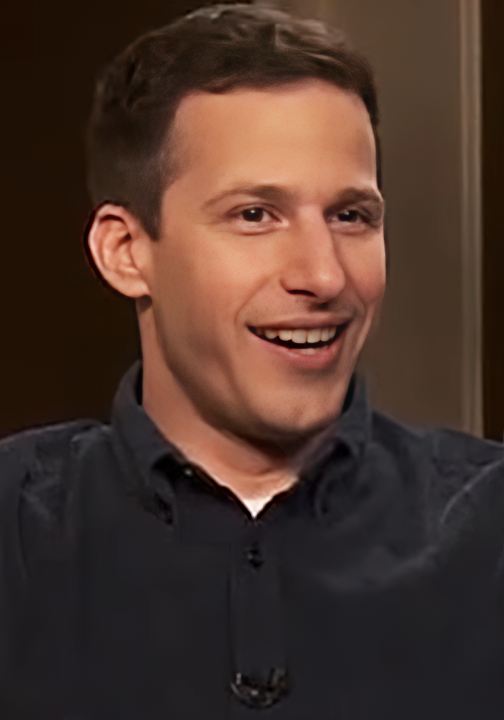
Andy Samberg interpreta Jake Peralta.
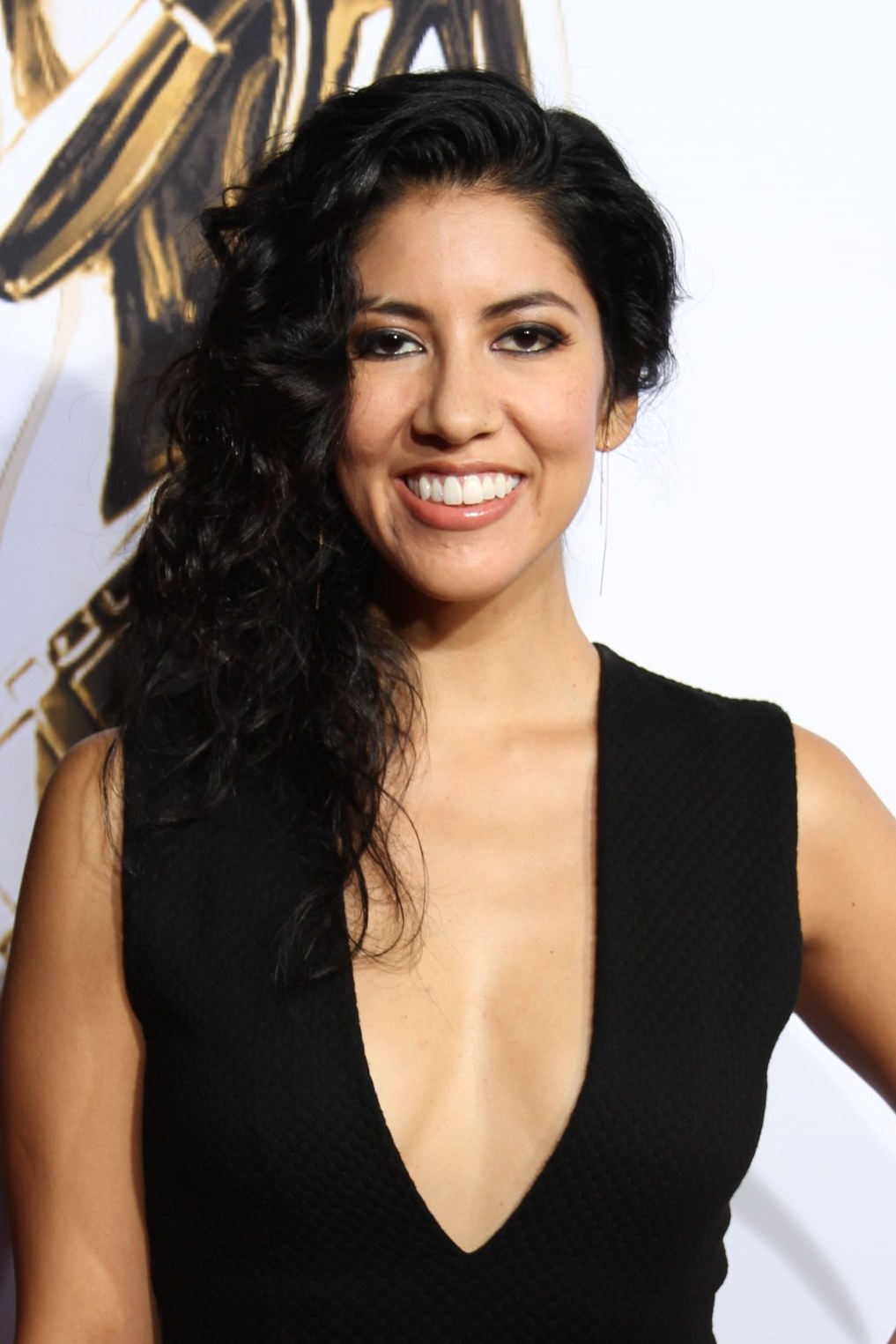
Stephanie Beatriz interpreta Rosa Diaz.
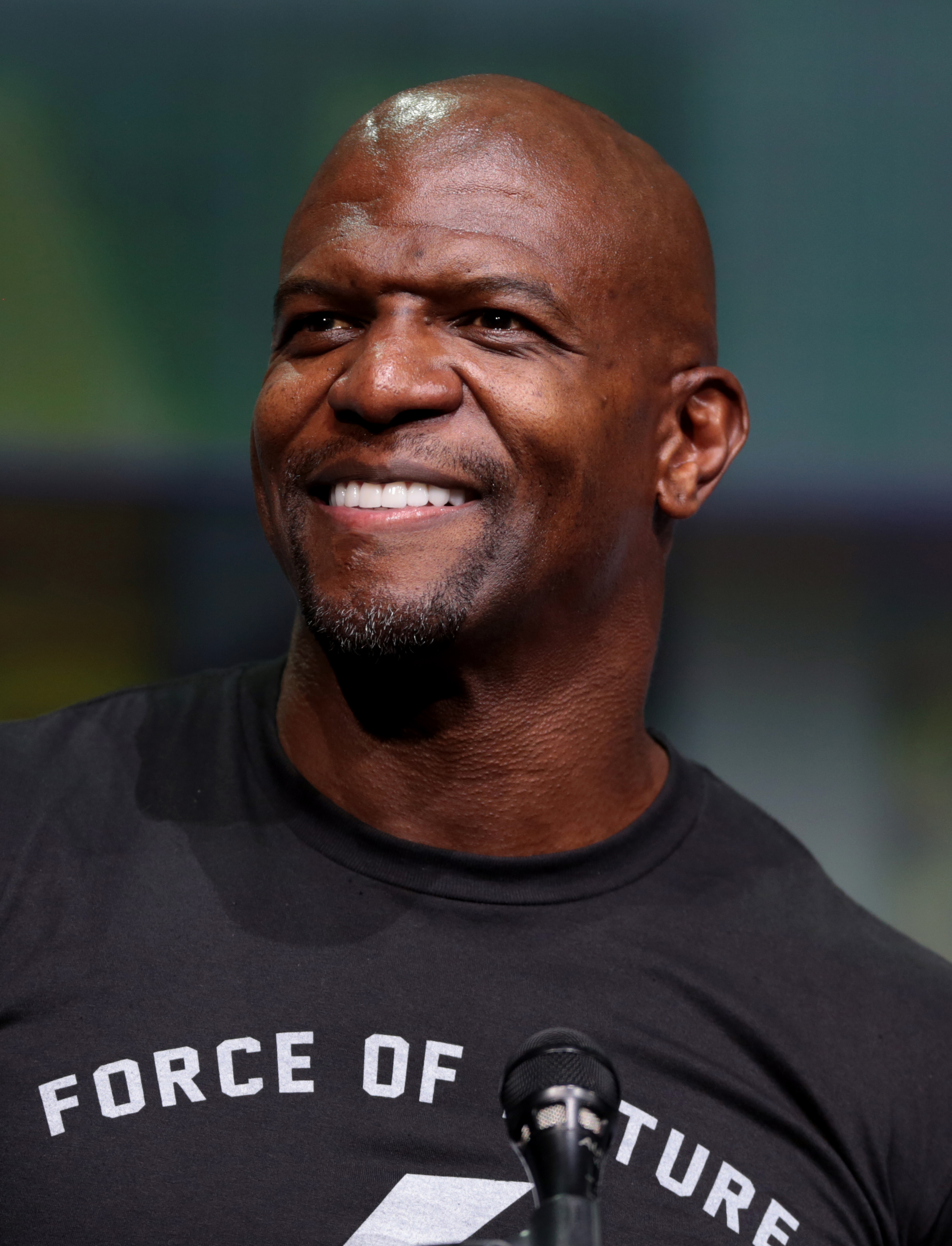
Terry Crews interpreta Terry Jeffords.
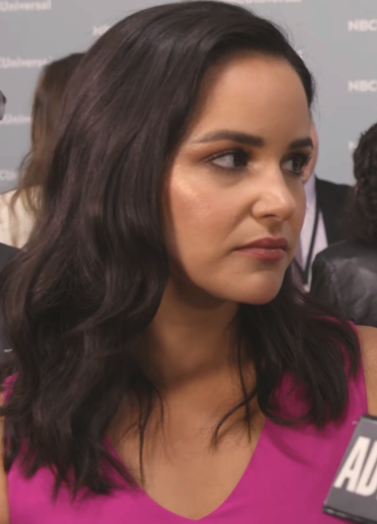
Melissa Fumero interpreta Amy Santiago.
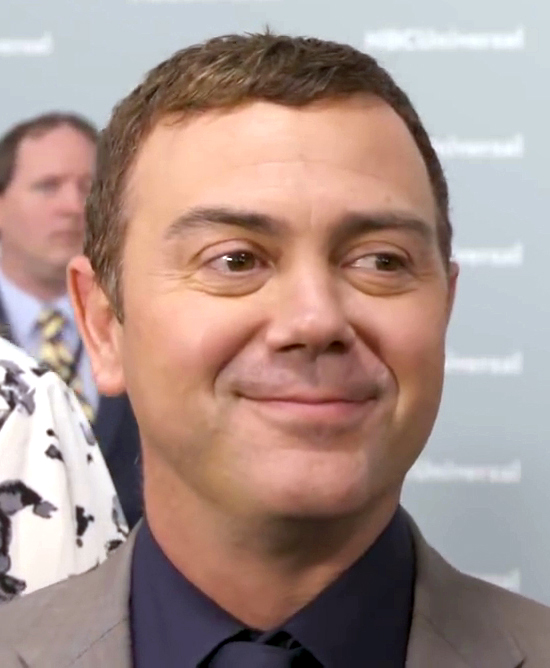
Joe Lo Truglio interpreta Charles Boyle.
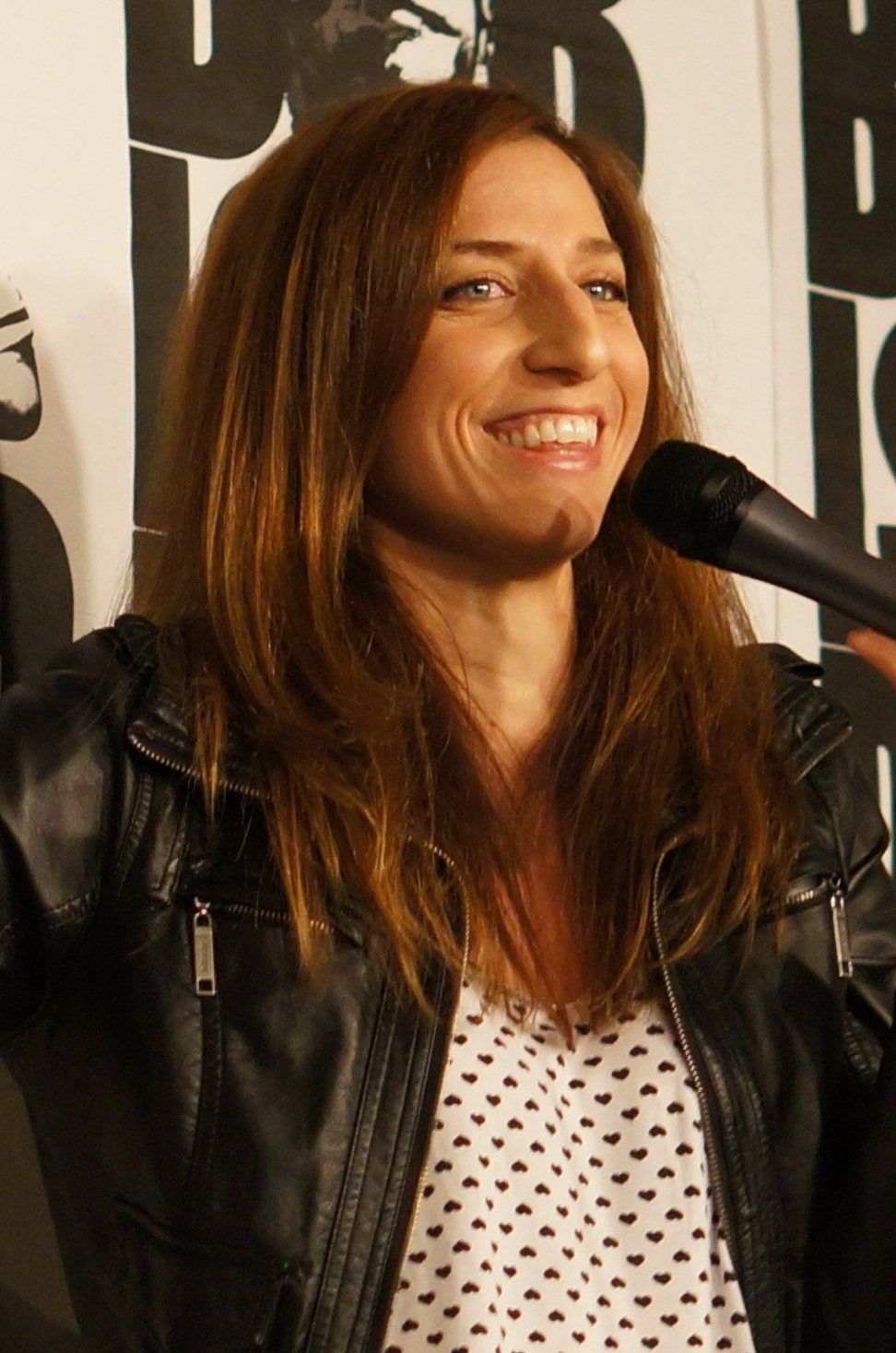
Chelsea Peretti interpreta Gina Linetti.
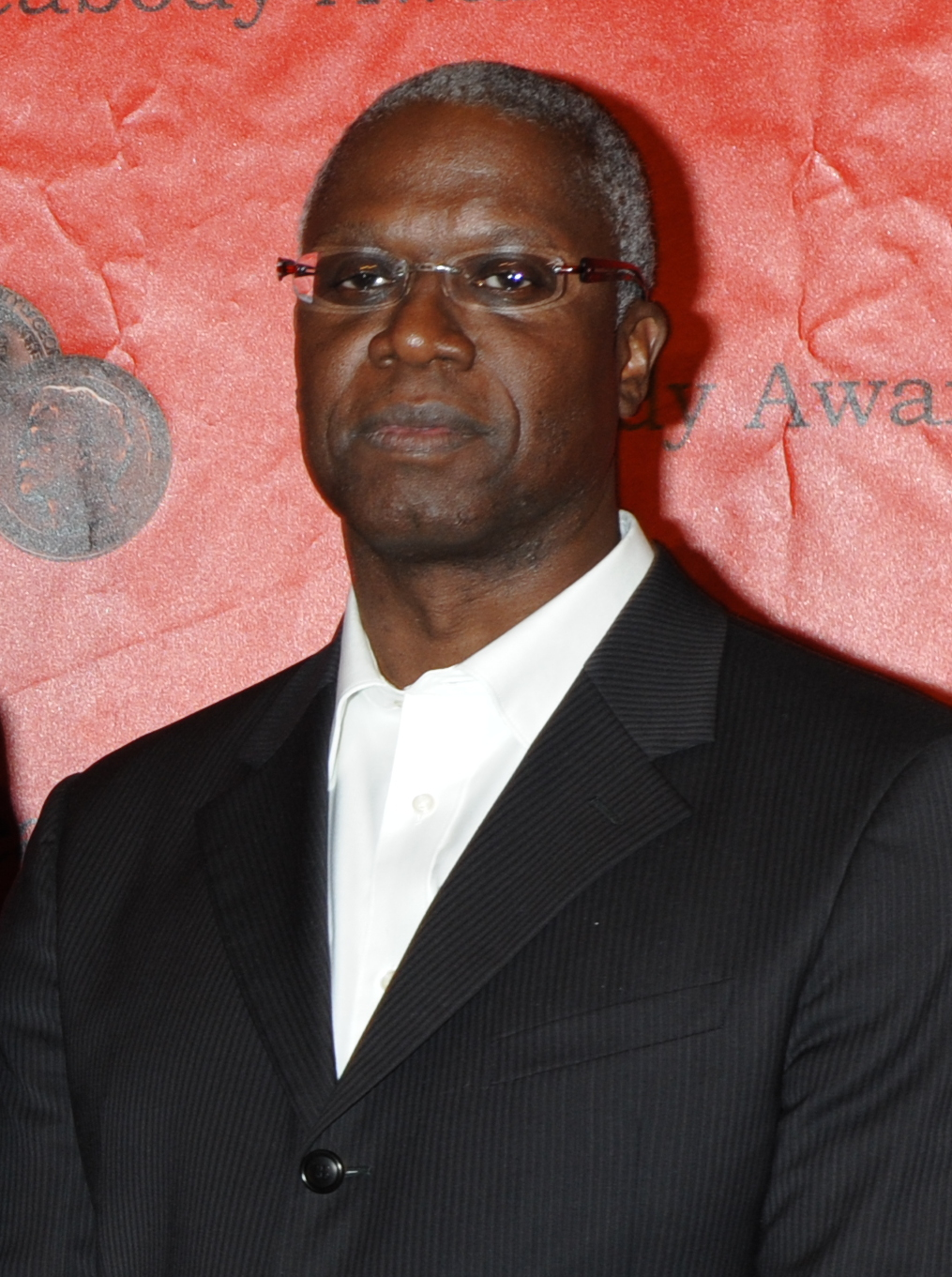
Andre Braugher interpreta Raymond Holt.

## Produzione

### Sviluppo
Mike Schur e Dan Goor, che si conoscevano da quando erano studenti ad Harvard e avevano già collaborato a Parks and Recreation, amavano l'idea di ambientare una commedia in una stazione di polizia, un ambiente che a loro avviso veniva usato raramente per commedie televisive da Barney Miller. I due lanciarono l'idea alla NBC Universal, dove Schur aveva un accordo di sviluppo. La NBC passò e il duo vendette lo show a Fox.
L'8 maggio 2013 la Fox ha ordinato tredici episodi della serie, mentre il 18 ottobre 2013 l'ordine è stato esteso a una stagione completa di 22 episodi.

### Riprese

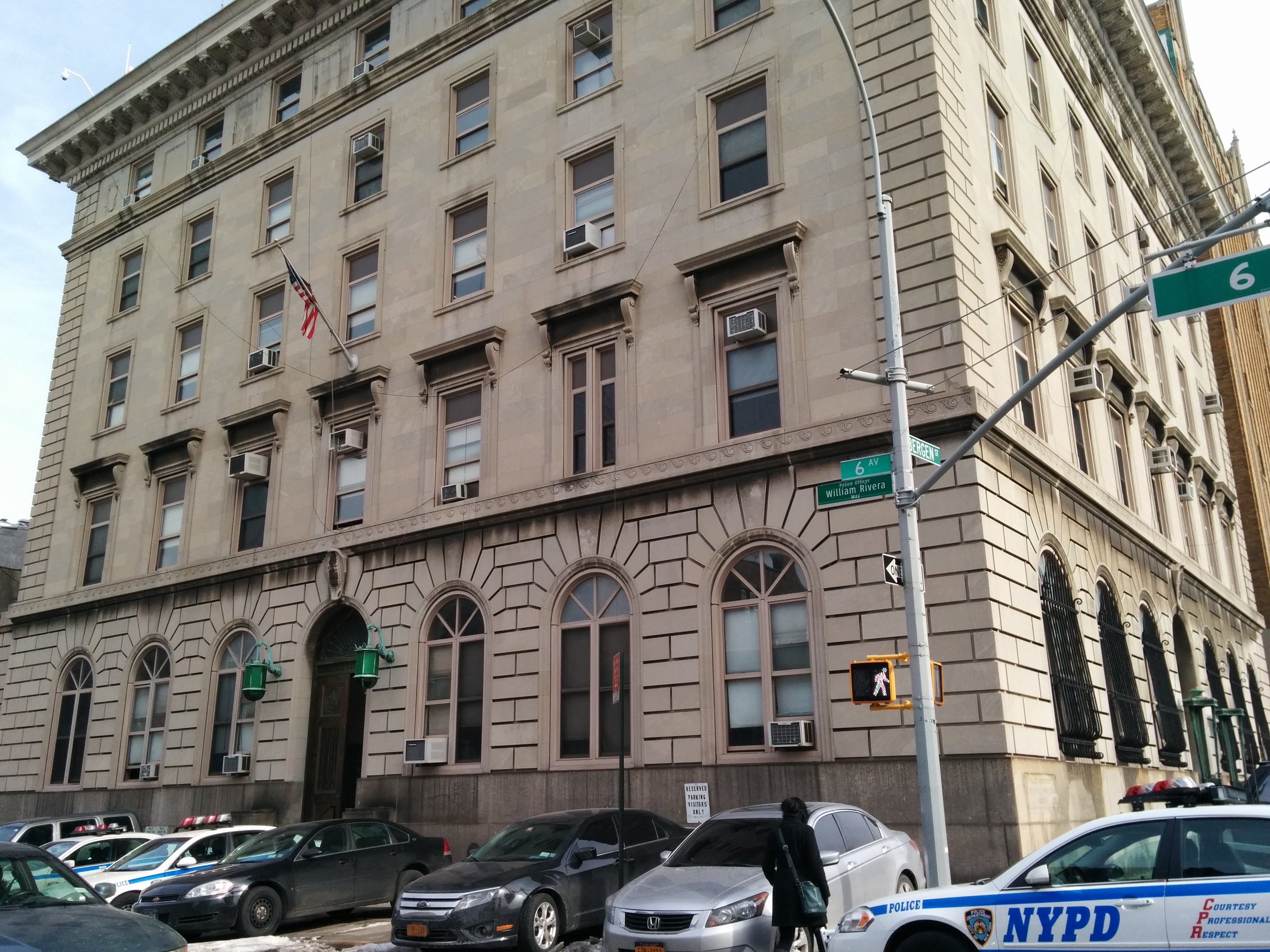
Il 78º distretto della polizia a Brooklyn. La facciata esterna è utilizzata nella serie per rappresentare l'edificio del 99º distretto.

La vista esterna del fittizio edificio del 99º distretto, completo di numerosi veicoli della polizia di New York parcheggiati di fronte, è l'attuale edificio del 78º distretto all'angolo tra la Sixth Avenue e la Bergen Street, un isolato a sud del Barclays Center e un isolato ad est della stazione di Bergen Street sulle linee 2, 3 e 4 della metropolitana di New York.

### Rinnovi
Il 7 marzo 2014 la serie è stata rinnovata per una seconda stagione, trasmessa dal 28 settembre 2014 al 18 maggio 2015.
Il 17 gennaio 2015 è stata rinnovata per una terza stagione, che ha debuttato il 27 settembre 2015 ed è terminata il 19 aprile 2016.
Il 24 marzo 2016 la Fox ha rinnovato la serie per una quarta stagione, iniziata il 20 settembre 2016 e finita il 23 maggio 2017.
Il 12 maggio 2017, la serie viene rinnovata per una quinta stagione. La quinta stagione è stata trasmessa dal 26 settembre 2017 al 20 maggio 2018.
Il 10 maggio 2018, la serie viene cancellata dopo cinque stagioni. Il 12 maggio 2018 viene annunciato che la NBC ha acquistato la serie e l'ha rinnovata per una sesta stagione, composta da 13 episodi. Alcuni giorni dopo è stato annunciato che la stagione sarebbe stata trasmessa in mid-season nel 2019. Il 7 settembre 2018 la NBC comunica di aver aggiunto altri 5 episodi all'ordine originale di 13, portando così la sesta stagione a un numero di 18 episodi complessivi. Durante la sesta stagione, Chelsea Peretti, l'interprete di Gina, abbandona la serie, girando la sua ultima scena a novembre 2018.
Il 27 febbraio 2019, viene rinnovata per una settima stagione, che è andata in onda negli Stati Uniti dal 6 febbraio 2020.
Il 14 novembre 2019, la serie TV viene rinnovata per una ottava stagione.
L'11 febbraio 2021, viene comunicato dalla NBC che la serie si sarebbe conclusa con l'ottava stagione, che è andata in onda negli Stati Uniti dal 12 agosto 2021..

## Distribuzione
In Italia, la serie viene trasmessa dal 14 marzo 2016 su Comedy Central, della piattaforma Sky. Dal 19 aprile dello stesso anno è pubblicata anche su Netflix, che ha distribuito alcuni episodi della seconda stagione prima della trasmissione televisiva. A partire dal 26 settembre 2019 è stata distribuita la quinta stagione. Dal 10 gennaio 2021 è stata pubblicata la sesta stagione. In chiaro va in onda su Italia 1 dal 6 luglio 2020. La stagione 8, doppiata in italiano, viene distribuita da Netflix il 19 settembre 2022.

## Accoglienza

### Critica
La serie è stata acclamata dalla critica: su Rotten Tomatoes la prima stagione ha un indice di gradimento dell'89% con un voto medio di 7.2, mentre la seconda stagione ha una percentuale di gradimento del 100% con un voto medio di 8.3.
| Stagione | Accoglienza          | Accoglienza                              | Accoglienza        |
| Stagione | Rotten Tomatoes      | Rotten Tomatoes - Punteggio del pubblico | Metacritic         |
| -------- | -------------------- | ---------------------------------------- | ------------------ |
| 1        | 89% (57 recensioni)  | 93% (1,158 recensioni)                   | 70 (34 recensioni) |
| 2        | 100% (17 recensioni) | 95% (579 recensioni)                     | n/a                |
| 3        | 93% (14 recensioni)  | 95% (412 recensioni)                     | n/a                |
| 4        | 100% (13 recensioni) | 96% (261 recensioni)                     | n/a                |
| 5        | 100% (14 recensioni) | 89% (212 recensioni)                     | n/a                |

L'Huffington Post ha pubblicato un elenco di "9 motivi per cui devi iniziare a guardare Brooklyn Nine-Nine", mentre la rivista Paste ha celebrato "i 10 migliori momenti della prima stagione di Brooklyn Nine-Nine" nel 2014.
La serie ha ricevuto lodi per il suo schietto ritratto di persone LGBT e per i gravi problemi che li riguardano, pur mantenendo il suo senso dell'umorismo. Ritrarre il Capitano Raymond Holt, come un omosessuale in un matrimonio interrazziale omosessuale non ha precedenti nelle sitcom della polizia. Il coming-out come bisessuale del detective Rosa Diaz nell'episodio "99" è stato considerato una rappresentazione importante di un orientamento sessuale che è stato spesso usa e getta e mal interpretato in altri programmi televisivi.

## Riconoscimenti
Critics' Choice Awards
- 2014 - Miglior attore non protagonista in una serie TV commedia a Andre Braugher
- 2016 - Miglior attore non protagonista in una serie TV commedia a Andre Braugher
- 2017 - Candidatura per il miglior attore non protagonista in una serie TV commedia a Andre Braugher
- 2019 - Candidatura per il miglior attore in una serie TV commedia a Andy Samberg
- 2020 - Candidatura per il miglior attore non protagonista in una serie TV commedia a Andre Braugher

Golden Globe
- 2014 - Miglior serie commedia o musicale
- 2014 - Miglior attore in una serie commedia o musicale a Andy Samberg

Premio Emmy
- 2014 - Miglior coordinamento stunt per una serie commedia o un varietà a Norman Howell
- 2014 - Candidatura al miglior attore non protagonista in una serie commedia a Andre Braugher
- 2015 - Miglior coordinamento stunt per una serie commedia o un varietà a Norman Howell
- 2015 - Candidatura al miglior attore non protagonista in una serie commedia a Andre Braugher
- 2016 - Candidatura per il miglior coordinamento stunt per una serie commedia o un varietà a Norman Howell
- 2016 - Candidatura al miglior attore non protagonista in una serie commedia a Andre Braugher
- 2017 - Candidatura per il miglior coordinamento stunt per una serie commedia o un varietà a Norman Howell
- 2018 - Candidatura per il miglior attore guest star in una serie commedia a Sterling K. Brown per l'episodio La scatola
- 2018 - Candidatura per il miglior coordinamento stunt per una serie commedia o un varietà a Norman Howell
- 2020 - Candidatura al miglior attore non protagonista in una serie commedia a Andre Braugher
- 2020 - Candidatura per il miglior coordinamento stunt per una serie commedia o un varietà a Norman Howell

Screen Actors Guild Award
- 2015 - Candidatura per il miglior cast in una serie commedia

## Home media
| Titolo                           | Episodi | Data di uscita    |
| -------------------------------- | ------- | ----------------- |
| Brooklyn Nine-Nine: Season One   | 22      | 23 settembre 2014 |
| Brooklyn Nine-Nine: Season Two   | 23      | 8 settembre 2015  |
| Brooklyn Nine-Nine: Season Three | 22      | 23 agosto 2016    |
| Brooklyn Nine-Nine: Season Four  | 22      | 22 agosto 2017    |
| Brooklyn Nine-Nine: Season Five  | 22      | 28 agosto 2018    |